# Спиридонов, Валентин Николаевич
Валенти́н Никола́евич Спиридо́нов (6 мая 1944, Можайск, СССР — 18 апреля 1996, Москва, Россия) — советский футболист, полузащитник и нападающий. Мастер спорта СССР (1968).

## Карьера
Заниматься футболом начал в Можайске. В 1961 году выступал за ижевский «Зенит». В 1963 году играл за можайскую команду «Моссельэнерго» в КФК, а в 1965 году за любительское «Динамо» из Анапы. С 1966 по 1968 год защищал цвета «Кубани», провёл за это время 84 матча и забил 13 голов в первенстве, и ещё 6 встреч сыграл в Кубке СССР.
С 1968 по 1970 выступал за московское «Торпедо», в составе которого дебютировал в высшей по уровню лиге СССР, где провёл 20 матчей и забил 1 мяч. Кроме того, сыграл 1 встречу в Кубке обладателей кубков. В составе «Торпедо» в 1968 году стал бронзовым призёром чемпионата СССР. В 1970 году забил 4 гола за саратовский «Сокол». С 1971 по 1973 год играл за московский «Локомотив», в 60 матчах чемпионата и первенства забил 1 мяч, и ещё провёл 5 встреч и забил 1 гол в Кубке.

## Достижения
- 3-е место в чемпионате СССР: 1968